# 年輕歲月
年輕歲月（英語：Green Day）是美國著名搖滾樂隊。1986年創立，是90年代美國龐克音樂的重要樂隊之一，也是90年代以後最受歡迎的樂隊之一。成員包括主唱/吉他手比利·喬·阿姆斯壯，貝斯手麥可·德特以及鼓手崔·庫爾。他們深受70年代龐克音樂時期經典樂隊如The Clash等影響，以充滿力道的流暢旋律見長。根據美國唱片協會（RIAA）統計，年輕歲月的全球唱片銷量超過7500萬張。在2015年，樂隊於2015年以史上最年輕入選者之姿進入搖滾名人堂。

## 樂隊歷史

### 組合及年輕時期（1986－1993）
主唱/吉他手Billie Joe Armstrong在15歲時與貝斯手Mike Dirnt組成「Sweet Children」（這是Green Day的前身）。 「Sweet Children」首次演出是在1987年10月17日，於美國加州的瓦列霍市Rod's Hickory Pit。那裡是Billie Joe Armstrong母親工作的地方。1988年，Billie Joe和Mike在工作中認識了前任鼓手John Kriftmeyer(亦稱Al Sobrante)。1989年，他們與Lookout! Records公司簽約，同年發行首張EP 1,000 Hours，並更名為Green Day, 取自日後收錄在樂隊於1991年4月19日發行首張專輯1,039/smoothed out slappy hours裡的同名歌曲，起因是鼓手把Green Day兩字印在衣服上，說「看起來像個樂隊名字，我覺得我們應該叫Green Day」, 而Bille Joe覺得「聽起來是個好主意」。Lookout！於1990年初發行了Green Day的首張錄音室專輯39 /Smooth。同年稍後GreenDay錄製了兩首單曲，分別是Slappy和Sweet Children，後者為樂隊前期在獨立唱片公司Skene之作。1991年，Lookout！唱片公司以《1039/Smoothed Out Slappy Hours》的名義重新發行了39 / Smooth，並添加了Slappy和1,000 Hours。1990年底，在樂隊首次全美巡迴後不久，John Kiffmeyer因為學業因素而決定退團，於是John給了Tré Cool，Billie的電話，並要Tré跟他聯絡。於是當時還是Lookouts！的鼓手Tré Cool開始擔任臨時替補，之後便加入Green Day成為固定成員。樂隊在1992年和1993年的大部分時間都在巡迴，並在開始歐洲及海外演出。樂隊的第二張錄音室專輯《Kerplunk》在美國銷量為50,000張。

### 突破（1994－1996）
1993年，由於專輯Kerplunk在加州地下樂壇的反應頗佳，因而引起主流唱片公司的關注，樂隊最終與Reprise唱片簽約，他們的第三張專輯《Dookie》，於1994年2月發行，此輯在三星期內完成錄製，收錄單曲《Longview》,《Basket Case》,和《When I Come Around》，1994年發行至今已賣出逾千萬張，已得到鑽石唱片認證。Dookie亦在該年格萊美獎上為樂隊嬴得年度最佳另類音樂專輯。而後與「Pansy Division」進行巡演。1994年推出單曲《J.A.R》，此歌也是電影「Angus」的主題曲。此歌也直接登上《告示牌》（Billboard）雜誌的熱門當代搖滾歌曲榜（Hot Modern Rock Tracks）的第一位，
1995年發行第四張專輯《Insomniac》，滾石雜誌給予四星評價。專輯封面由Winston Smith所創作，名為「 God Told Me to Skin You Alive」。此輯收錄四首單曲《Geek Stink Breath》,《Brain Stew/Jaded》,《Walking Contradiction》,和《Stuck With Me》。《Insomniac》為他們在96年全美音樂獎中獲得數項提名，而其中單曲《Walking Contradiction》亦獲得96年格萊美獎最佳音樂錄影帶/短片提名。樂隊由於不堪負荷，因而取消1996年歐洲巡迴演出。

### 中間時期（1997－2002）
1997年，樂隊開始製作他們的新專輯《Nimrod》，樂隊在此專輯上新增了流行龐克，海浪搖滾，斯卡曲風元素，專輯雖然减少了一些流行龐克的成分，但是快速和迷人的旋律仍然是樂隊的重要核心。專輯在1997年的美國告示牌200專輯榜（Billboard 200）上排名只有第十。Nimrod共有四首單曲，《Hitchin' a Ride》，《Good Riddance (Time of Your Life)》，《Redundant)》及《Nice Guys Finish Last)》。其中單曲《Good Riddance (Time of Your Life)》於1998年嬴得全美MTV音樂錄影帶獎中的最佳另類影片。2000年發行了第六張專輯《Warning》，以約16萬張的銷量名列排行榜的第四位，更被滾石雜誌評為三顆星(最高為五顆)。專輯增加了龐克民謠以及原音樂的原素。專輯共有五首單曲，包括《Minority》,《Warning)》,《Waiting》,《Macy's Day Parade》以及《Poprocks & Coke》。其中以《Minority》最為突出，榮登《告示牌》（Billboard）雜誌的熱門當代搖滾歌曲榜（Hot Modern Rock Tracks）的第一位。2001年，樂隊在加州音樂大獎中獲得以及嬴得八項提名，包括最受喜愛專輯(Warning),最受喜愛專龐克搖滾專輯(Warning),最喜愛樂隊.最喜愛歌唱家,最喜愛出貝斯手,最喜愛鼓手,最喜愛作曲家及最喜愛封面。同扶，樂隊推出一隻精選專輯《International Superhits!》,內裡包含自第三張專輯《Dookie》至到第六張專輯《Warning)》的精選歌曲。2002年7月，則推出一隻合輯《Shenanigans》，合輯內的單曲《Espionage》獲得2002年格萊美獎最佳搖滾樂表演獎提名。同年，樂隊經常性和「Blink 182」樂隊作巡迴演出。

### 專輯《美國大白癡》及新形象（2003－2006）
2003年的夏天，樂隊開始進入錄音室製作他們的新專輯。
2004年推出第七張專輯，《American Idiot》，專輯榮登的美國告示牌專輯榜第一，封面以一個手持紅色的心型手榴彈圖案，將反戰主義呈現出來。隨後推出第一首單曲，《American Idiot》榮登全美現代搖滾榜上亞軍，第二首單曲是《Boulevard of Broken dream》，單曲登上《告示牌》（Billboard）雜誌的熱門當代搖滾歌曲榜（Hot Modern Rock Tracks）的第一位，單曲在第一名有十六個星期，打破了舊紀錄（紀錄後來於2007年給樂隊「Foo Fighters的單曲《The Pretender》超過，十八個星期）2005年推出第三首單曲《Holiday》，第四首單曲為《Wake Me Up When September Ends》MTV中講述一位男子要前往伊拉克打仗，但又捨不得女友的境況，第五首單曲為《Jesus of Suburbia》，歌曲新增了「搖滾歌劇」元素，專輯《American Idiot》為樂隊嬴得2005年格萊美獎最佳搖滾專輯。同年六月，樂隊在英國米爾頓凱恩斯National Bowl舉行Bullet in a Bible演唱會，該演唱會為樂隊目前最大型演唱會。隨後更錄製成一隻DVD名為《Bullet in a Bible》發售。
2005年，颶風卡特里娜吹襲新奧爾良，城市遭到毀滅性的破壞。樂隊為了替災民募款而與U2樂隊共同創作了一首歌《The Saints Are Coming》。
2006年，Green Day橫掃MTV音樂錄影帶大獎MTV Video Music Awards，獲得八項提名並帶走七個獎項：年度最佳音樂錄影帶、最佳搖滾音樂錄影帶、最佳執導、最佳剪輯、最佳電影藝術、觀眾票選獎、最受喜愛專輯。同年，憑單曲《Boulevard of Broken Dreams》奪下2006年葛萊美獎的年度最佳唱片。

### 專輯《21st Century Breakdown》（2007－2009）
2007年，Green Day比較沉靜，為電影辛普森家庭電影版製作了一首主題曲，翻唱了披頭四成員John Lennon的Working Class Hero，於2007年葛萊美獎獲得1頂提名。
Green Day在發行《American Idiot》4年後，於2008年5月13日以“Foxboro Hot Tubs”之名發表了專輯《Stop Drop And Roll》，此張專輯曲風雖然不像《American Idiot》那麼朋克，但還是精彩依舊。
樂隊於2008年10月再次返回錄音室錄製他們的新專輯，這次更加夥拍Butch Vig一同製作，錄製地點位於荷里活，更有兩段製作片段放置於Youtube中。新專輯名為《21st Century Breakdown》，主唱比利·乔·阿姆斯特朗更透露新專輯將會偏向強力流行樂。專輯於2009年5月15日推出，並於4月16日將先推出單曲《Know Your Enemy》，單曲於當日美國時間晚上八點在MTV網站上首播。樂隊更計劃於年中開始進行巡迴演唱會，地點包括亞洲。

### 專輯Uno...Dos...Tré! (2011–2014)
在2011年底，樂隊出演了幾個神秘節目（以Foxboro Hot Tubs名義），演出歌單上幾乎都是前所未聞的歌曲。 樂隊於2012年2月於工作室開始錄製新材料，隨後發表了以“Uno！”，“Dos！”和“Tré”組成的三部曲專輯，並於2012年秋季發行。這三部曲標誌了長期巡迴演出吉他手Jason White為樂隊的第四名成員。 同年夏天，樂隊出演了幾個音樂節及宣傳節目，包括法國的Rock en Seine音樂節，德國的Rock am See音樂節和英国的Reading Festival。

## 樂隊成員

### 現任成員
- 比利·喬·阿姆斯壯（Billie Joe Armstrong）－主唱、吉他（1987－現在）
- 麥克·迪恩特（Mike Dirnt）－貝斯、合聲（1987－現在）
- 特雷·庫爾（Tré Cool）－鼓、合聲（1990－現在）

### 現任巡演成員
- 傑森·懷特（Jason White）－吉他（1994－現在）

### 過往成員
- 約翰·基夫梅爾（John Kiffmeyer）－鼓、合聲（1987－1990）

## 音樂作品
專輯
| 發行日期       | 專輯名稱                    | 發行公司         |
| -------------- | --------------------------- | ---------------- |
| 1990年4月13日  | 39/Smooth                   | Lookout! Records |
| 1991年12月17日 | Kerplunk!                   | Lookout! Records |
| 1994年2月1日   | Dookie                      | Reprise Records  |
| 1995年10月10日 | 失眠                        | Reprise Records  |
| 1997年10月14日 | 寧錄                        | Reprise Records  |
| 2000年10月3日  | 警告                        | Reprise Records  |
| 2004年9月21日  | 美國大白痴                  | Reprise Records  |
| 2005年11月15日 | 聖經上的子彈                | Reprise Records  |
| 2009年5月15日  | 世紀大崩解                  | Reprise Records  |
| 2012年9月21日  | ¡Uno!                       | Reprise Records  |
| 2012年11月9日  | ¡Dos!                       | Reprise Records  |
| 2012年12月7日  | ¡Tré!                       | Reprise Records  |
| 2016年10月7日  | Revolution Radio            | Reprise Records  |
| 2020年2月7日   | Father of All Motherfuckers | Reprise Records  |
| 2024年1月19日  | Saviors                     | Reprise Records  |

單曲
- 《Jesus of Suburbia》（2005）
- 《Holiday》（2005）
- 《Wake Me Up When September Ends (Live at Foxboro,9/3/05》（2005）
- 《The Saints Are Coming》（2006）
- 《Walking Class Hero》（2007）
- 《Know Your Enemy》（2009）
- 《Last of The American Girls》（2010）
- 《Xmas of The Year》（2015）
- 《Fell for You(Otis Mix)（2017）
- 《Father of All...》（2020）
- 《Oh Yeah!》（2020）
- 《Otis Big Guitar Mix》（2020）
- 《I Think We're Alone Now》（2020）
- 《Dreaming》（2020）
- 《Manic Monday》（2020）
- 《That Thing You Do!》（2020）
- 《Kids In America》（2020）
- 《You Can't Put Your Arms Around Memory》（2020）
- 《Corpus Christi》（2020）
- 《War Stories》（2020）
- 《Amico》（2020）
- 《Not That Way Anymore》
- 《That's Rock And Roll》（2020）
- 《Gimme Some Truth》（2020）
- 《A New England》（2020）
- 《Here Comes The Shocks》（2021）
- 《Pollyanna》（2021）
- 《Rock And Roll All Nite(Live From Hella Mega》（2021）
- 《2000 Light Years Far Away(BBC Live Session）》（2021）
- 《Basket Case(BBC Live Session)》（2021）
- 《Holy Toledo!(from the Original Motion Picture"Mark,Mary & Some Other People)》（2021）
- 《Stuck with Me(BBC Live Session)》（2021）
- 《Walking Contraction(BBC Live Session)》（2021）
- 《Hitchin' Ride(BBC Live Session)》（2021）
- 《Waiting(BBC Live Session)》（2021）
- 《You Lrriate Me(Demo)》（2022）
- 《Nice Guys Finish Last(Live at Electric Factory,Philadelphia 11/14/97)》（2022）
- 《Alison(Demo)》（2023）
- 《Dookie(30th anniversary outtakes)》（2023）

周年紀念專輯
- 《Insomniac (25th anniversary deluxe edition）》（2021年）
- 《Nimord（25th anniversary edition）》（2022年）
- 《Dookie （30th anniversary deluxe edition）》（2023年）

## 遊戲
- 《Green Day: Rock Band》（2010年6月8日）
- 《Beat Saber - Green Day Music Pack》（2019年12月12日）

## 來源
1. ↑  .   [2016-05-09]. （原始内容存档于2016-05-15）.
2. ↑  . April 11, 2012  [April 11, 2012]. （原始内容存档于July 21, 2012）.
3. ↑  Montgomery, James. . MTV News. MTV Networks. February 15, 2012  [June 15, 2012]. （原始内容存档于December 3, 2013）.
4. ↑  Alan Di Perna. . Guitar World. November 12, 2012  [November 12, 2012]. （原始内容存档于2013-08-19）.
5. ↑  . Green Day.   [May 31, 2012]. （原始内容存档于May 19, 2012）.
6. ↑  . Green Day.   [May 31, 2012]. （原始内容存档于May 22, 2012）.

## 外部鏈結
- GREEN DAY官方網站（英文） （页面存档备份，存于）
- GREEN DAY的Facebook專頁